# Spanophatnus
Spanophatnus är ett släkte av steklar. Spanophatnus ingår i familjen brokparasitsteklar.
Kladogram enligt Catalogue of Life:
| Spanophatnus | \| \| Spanophatnus bicinctorius \| \| \| \| \| \| Spanophatnus cyanocroceus \| \| \| \| \| \| Spanophatnus guillarmodi \| \| \| \| \| \| Spanophatnus melanonotus \| \| \| \| \| \| Spanophatnus ruficeps \| \| \| \| |
|              | \| \| Spanophatnus bicinctorius \| \| \| \| \| \| Spanophatnus cyanocroceus \| \| \| \| \| \| Spanophatnus guillarmodi \| \| \| \| \| \| Spanophatnus melanonotus \| \| \| \| \| \| Spanophatnus ruficeps \| \| \| \| |
|              | Spanophatnus bicinctorius |
|              | |
|              | Spanophatnus cyanocroceus |
|              | |
|              | Spanophatnus guillarmodi |
|              | |
|              | Spanophatnus melanonotus |
|              | |
|              | Spanophatnus ruficeps |
|              | |